# Campylospermum calanthum
Espèce
Synonymes
- Campylospermum calanthum (Gilg) Farron[2]
- Monelasmum zenkeri Tiegh.[2]
- Ouratea nigroviolacea Gilg ex De Wild.[2]

Campylospermum calanthum est une espèce de plantes à fleurs de la famille des Ochnaceae et du genre Campylospermum.